# Тлеубаев, Руслан Бахытжанович
Руслан Бахытжанович Тлеубаев (род. 3 июля 1987, Целиноград) — казахстанский шоссейный велогонщик, выступавший за команду Astana Pro Team. Чемпион Азии по велоспорту в индивидуальной гонке по шоссе.

## Карьера
В сентябре 2012 года был принят в ряды профессиональной велоконюшни Astana Pro Team. На Гранд-турах участия не принимал, но удачно выступил на Туре Нормандии-2012 (первый в очковой и горной классификациях) и стал чемпионом Азии-2014 в групповой гонке на шоссе.
В конце 2018 объявил о завершении карьеры.

## Достижения
2009
10-й — Giro del Belvedere
2010
5-й — Чемпионате Азии по велоспорту в групповой гонке
6-й — The Paths of King Nikola
7-й — Туре Хайнаня
2011
3-й — Чемпионате Казахстана по шоссейному велоспорту в групповой гонке
8-й — Гран-при Сочи
1-й на этапе 5
8-й — Гран-при Москвы
2012
1-й — Coppa della Pace
1-й на этапе 2а — Vuelta a la Independencia Nacional
1-й на этапе 3 — Girobio
1-й на этапе 1 — Тур Эльзаса
4-й на Тур Нормандии
1-й  — Очковая классификация
1-й  — Горная классификация
5-й — Race Horizon Park
6-й — Circuit des Ardennes
6-й — Grand Prix de la ville de Nogent-sur-Oise
7-й — Zellik–Galmaarden
2013
3-й — Туре Алматы
2014
1-й  — Чемпионат Азии в групповой гонке
2016
1-й на этапе 2 — Тур Хайнаня